# Regina Hall
Regina Lee Hall (Washington, D.C., 1970. december 12.–) amerikai színésznő. Számos televíziós sorozatban szerepelt, leginkább az Ally McBeal (2001–2002) és a Fekete hétfő (2019–napjainkig) című vígjáték-sorozatban. Hall arról vált ismertté, hogy Brenda Meeks-t alakította a Horrorra akadva-filmsorozatban (2000–2005), valamint további jelentős filmszerepei közé tartozik a Holtunkiglan (1999) és annak folytatása, a Buli holtunkiglan (2013), A fehér csóka (2003), Gondolkozz pasiaggyal! (2012) és folytatása, Gondolkozz pasiaggyal! 2. (2014), Mi történt az éjjel? (2014), Vakáció (2015), Csajtúra (2017), A gyűlölet, amit adtál (2018) és a Picur.
Kritikai elismerést kapott Lisa Conroy szerepléséért, a Support the Girls (2018) című vígjátékban, valamint ő volt az első afro-amerikai, aki elnyerte a New York-i Filmkritikusok Körében legjobb színésznőnek járó díját és jelöléseket kapott a Gotham-díjra és a Legjobb színésznőnek járó Independent Spirit-díjra.

## Magánélete
2004 körül Hall édesanyjánál szklerodermát diagnosztizáltak, ami egy ritka autoimmun betegség. Ha éppen nem Hollywoodban dolgozik, Hall önként jelentkezik idősek gondozására Sherman Oaksban (Kalifornia); a rekonvaleszcens otthonba hetente kétszer jár, valamint mindig felhívja a lakosság figyelmét a betegségekre. „Amikor édesanyámat diagnosztizálták, nem sokat tudtam az állapotról. Azonban Dana Delany színésznő, aki mostanra már barátnőm, Bob Sagettel együtt kapcsolatba léptem vele. Bob évekkel ezelőtt televíziós filmet készített a szklerodermáról, mert a húga belehalt. Ez akkor volt, amikor nem is tudták, mi az. Mindenesetre Bobnak volt egy csoportja, a Scleroderma Research Foundation nevű csoport, ezért adományoztam erre a célra, és anyám még az orvoshoz is eljött, akit Bob javasolt, történetesen Johns Hopkins is ott volt.”
2010-ben, amikor 40 éves volt, Hall egy sikertelen szakítás után próbált apácává válni, korábban 14 éves korában szeretett volna az lenni.

## Filmográfia

### Film
| Év   | Magyar cím                                             | Eredeti cím                          | Szerep                 | Magyar hang        |
| ---- | ------------------------------------------------------ | ------------------------------------ | ---------------------- | ------------------ |
| 1999 | Holtunkiglan                                           | The Best Man                         | Candace "Candy" Sparks | Mezei Kitty        |
| 2000 | Nem adok kosarat!                                      | Love & Basketball                    | Lena Wright            |                    |
| 2000 | Horrorra akadva, avagy tudom, kit ettél tavaly nyárson | Scary Movie                          | Brenda Meeks           | Szénási Kata       |
| 2001 | Horrorra akadva 2.                                     | Scary Movie 2                        | Brenda Meeks           | Szénási Kata       |
| 2002 |                                                        | The Other Brother                    | Vicki                  |                    |
| 2002 | Harlemi történet                                       | Paid in Full                         | Keisha                 |                    |
| 2003 | A fehér csóka                                          | Malibu's Most Wanted                 | Shondra                | Pikali Gerda       |
| 2003 | Horrorra akadva 3.                                     | Scary Movie 3                        | Brenda Meeks           | Rudolf Teréz       |
| 2005 | Csalóból csali                                         | King's Ransom                        | Peaches Clarke         | Kokas Piroska      |
| 2005 | Féktelen balfékek                                      | The Honeymooners                     | Trixie Norton          | Haumann Petra      |
| 2006 | Horrorra akadva 4.                                     | Scary Movie 4                        | Brenda Meeks           | Kéri Kitty         |
| 2006 | Danika                                                 | Danika                               | Evelyn                 |                    |
| 2006 | A rég elveszett fiú                                    | The Elder Son                        | Susan                  | Solecki Janka      |
| 2008 | Első vasárnap                                          | First Sunday                         | Omunique               | Balla Eszter       |
| 2008 | Superhero Movie                                        | Superhero Movie                      | Mrs. Xavier            | Kelemen Kata       |
| 2009 | Törvénytisztelő polgár                                 | Law Abiding Citizen                  | Kelly Rice             | Agócs Judit        |
| 2010 | Haláli temetés                                         | Death at a Funeral                   | Michelle Barnes        | Bertalan Ágnes     |
| 2011 | Mellbedobás                                            | Mardi Gras: Spring Break             | Ann Marie              | Lamboni Anna       |
| 2012 | Gondolkozz pasiaggyal!                                 | Think Like a Man                     | Candace Hall           | Tarr Judit         |
| 2012 | Gondolkozz pasiaggyal!                                 | Think Like a Man                     | Candace Hall           | Bogdányi Titanilla |
| 2013 | Buli holtunkiglan                                      | The Best Man Holiday                 | Candace "Candy" Sparks | Agócs Judit        |
| 2014 | Mi történt az éjjel?                                   | About Last Night                     | Joan Derrickson        | Peller Mariann     |
| 2014 | Gondolkozz pasiaggyal! 2.                              | Think Like a Man Too                 | Candace Hall           | Tarr Judit         |
| 2015 | Társak, házak, tárgyak                                 | People Places Things                 | Diane                  | Urbán Andrea       |
| 2015 | Vakáció                                                | Vacation                             | Nancy Peterson         | Agócs Judit        |
| 2016 | Birkanyírás 3.                                         | Barbershop: The Next Cut             | Angie                  |                    |
| 2016 | A béranya                                              | When the Bough Breaks                | Laura Taylor           | Pikali Gerda       |
| 2017 | Csajtúra                                               | Girls Trip                           | Ryan Pierce            |                    |
| 2017 |                                                        | Naked                                | Megan Swope            |                    |
| 2018 |                                                        | Support the Girls                    | Lisa Conroy            |                    |
| 2018 |                                                        | Tijuana Jackson: Purpose Over Prison | Cheryl Wagner          |                    |
| 2018 | A gyűlölet, amit adtál                                 | The Hate U Give                      | Lisa Carter            | Pikali Gerda       |
| 2019 | Picúr                                                  | Little                               | Jordan Sanders         | Peller Anna        |
| 2019 | Shaft                                                  | Shaft                                | Maya Babanikos         | Peller Anna        |
| 2021 |                                                        | Breaking News in Yuba County         | Ramirez                |                    |
| 2022 | Az új hely                                             | Master                               | Gail Bishop            |                    |
| 2022 |                                                        | Honk for Jesus. Save Your Soul.      | Trinitie Childs        |                    |
| 2022 | Énidő                                                  | Me Time                              | Maya                   | Pikali Gerda       |

Rövidfilmek
- Six Months Later (2005) – Keri
- Let's Dance (2018) – nő az ágyban